# ツァヒアギーン・エルベグドルジ
ツァヒアギーン・エルベグドルジ（Tsakhiagiin Elbegdorj、モンゴル語: Цахиагийн Элбэгдорж、1963年3月30日 - ）は、モンゴルの政治家。第4代モンゴル国大統領（モンゴル人民革命党に所属した経験の無い人物としては初である。）の他に首相を2度務めた。モンゴル民主化運動の指導者の1人である。

## 経歴

### 出自
1963年3月30日にモンゴル人民共和国のホブド県にて、遊牧民の家庭に8人兄弟の末子として誕生する。ホブド県で幼少期を過ごした後、16歳の時に家族とともにオルホン県エルデネトに移動し、1981年に同市の公立高校を卒業。エルデネト鉱業に工員として勤務する。
1982年から1983年まで兵役に就く。その間、モンゴル人民軍の機関紙『赤い星』に詩を投稿するが、これが軍の高官の目に留まったことで人民軍内のモンゴル革命青年同盟員を率いることになり、さらにエルベグドルジは奨学金を得てソビエト連邦のリヴォフ（現在のウクライナのリヴィウ）軍事政治大学に留学。1988年に同大学のジャーナリズム専攻の学位を取得して卒業した。

### 民主化運動
モンゴルに帰国後、『赤い星』 の記者として活動する一方で、ソビエト連邦に留学していた時にミハイル・ゴルバチョフの諸改革に触れていたことから民主化運動に身を投じるようになる。1989年12月10日に世界人権デーにウランバートルの青年文化会館前広場での集会にて、エルベグドルジは反体制勢力「モンゴル民主同盟」の結成を宣言する。そして「民主化運動の13人」の内の1人として民主化運動を指導した。
民主化運動の結果、1990年にモンゴル人民革命党による一党独裁体制が崩壊。同年、エルベグドルジは人民大会議代議員に選出された。エルベグドルジは代議員として1992年に複数政党制を採用した新憲法の制定に関わった。

### 政治家として

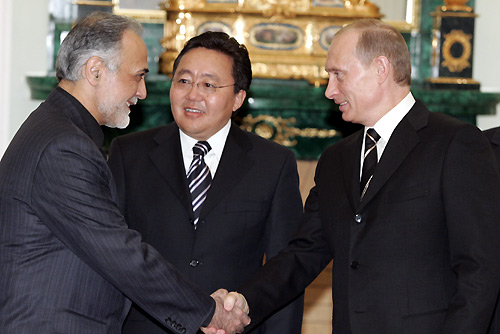
上海協力機構首脳会議でロシアのプーチン大統領らと（2005年）

1992年に第1期国民大会議議員に選出された。4年後の1996年の第2期国民大会議選挙でも議員に選出されたが、このときは所属する民主連合（4党連合）も勝利し、非人民革命党系政権が誕生。同年にエルベグドルジは国民大会議副議長に就任した。しかし民主連合による政権運営は急激な市場経済化政策の失敗と連合内の対立により混迷を極める。1998年にメンダサイハン・エンフサイハン首相が辞任に追い込まれると、エルベグドルジは後継の首相に指名されるが、就任1年も経ないうちに金融政策の失敗の責任を取り辞任する。
首相辞任後はアメリカ合衆国に留学し、2002年にハーバード大学公共政策大学院（ケネディ・スクール）を卒業。また、同年から翌2003年まで国連ミレニアム開発目標の個別プロジェクト・アドバイザーを務めた。
2004年の第4期国民大会議選挙で人民革命党と祖国・民主連合（非人民革命党系の連合）が共に過半数に届かず、両党による大連立内閣が発足すると、エルベグドルジは再び首相に就任する。しかし連立を組む人民革命党との関係の悪化により、同党出身の閣僚10人による辞表の提出をきっかけにして同党からの倒閣運動が起こり、2006年1月に議会で更迭されてしまう。
その後、2008年の第5期国民大会議選挙で議員に選出される。この選挙では与党の人民革命党が勝利したという結果が選挙管理委員会によって公表されたが、選挙に不正があったと考える野党支持者によって抗議デモが発生すると、エンベグドルジは選挙の際に人民革命党による不正があったとして抗議し、票の再集計を選挙管理委員会に求めた。
2009年5月24日実施の大統領選挙に民主党の推薦を受けて出馬した。得票率51.24パーセントを獲得し、現職で人民革命党推薦のナンバリーン・エンフバヤルを破り大統領に当選した。
同年6月18日に正式に大統領に就任した。就任演説では主に「汚職の根絶」を訴えた。
2010年のモンゴルにおける主要国資本企業数は、中国5303社、韓国1973社、ロシア769社、日本451社であるが、こうした「中国のブラックゴールドラッシュ」と呼ばれる急激な進出をモンゴル国民は歓迎しておらず、空前の反中ムードが高まっており、2011年10月にBBCのインタビューを受け、資源の輸出先を「中国1国だけに依存する状態は望んでいない」と中国への依存度を高めることに警戒を示した。「中国のブラックゴールドラッシュ」を避けるために、日本・アメリカ合衆国のような西側諸国を「第3の隣国」として積極外交に乗り出そうとしており、2011年10月28日には欧州安全保障協力機構への加盟申請を正式に提出した。これについて中国紙は「モンゴルの脱亜入欧」と報じた。
2013年6月26日に行われたモンゴル大統領選挙にて、得票率50.23パーセントを獲得して再選した。元々は民主化運動家であったように熱心に自由民主主義と人権を支持する活動を行っており、2013年10月に北朝鮮を訪問した時も金日成総合大学で「いかなる暴政も永遠には続かない」として「自由と人権の尊重」を謳った講演を行った。一方で国境を接する中華人民共和国とロシア連邦が主導する上海協力機構に準加盟し、草原の道構想を掲げてロシア連邦・中華人民共和国・モンゴル国の3カ国によるサミットの定期開催を自ら提案し、日本・アメリカ合衆国・ヨーロッパ諸国から懸念を招いたロシア連邦の2015年モスクワ対独戦勝70周年記念パレードと中華人民共和国の中国人民抗日戦争・世界反ファシズム戦争勝利70周年記念式典に出席してモンゴル国軍を赤の広場と天安門広場の行進に参加させるなど軍事的経済的関係が密接な近隣の中露を重視する善隣外交を行っている。また、積極的にモンゴル国軍をイラクなどに海外派遣して国際貢献を行い、日本・アメリカ合衆国のような西側諸国を「第3の隣国」としてバランスを重視する安全保障政策も進めているのも特徴として挙げられる。
2015年9月にエルベグドルジはモンゴルを永世中立国にすると宣言し、法整備を進めて国際連合決議で永世中立国として認めてもらう方針を示した。しかしその後、国交を持つ国々から理解を得られなかったとして、2020年5月に永世中立に関する政令を無効化し、永世中立については宣伝しないよう定めた新たな政令が定められ、エルベグドルジによる永世中立化構想は頓挫している。